# 璿宿上天宮
璿宿上天宮，俗稱水上媽祖廟，是一間位於臺灣嘉義縣水上鄉的媽祖廟。

## 沿革
關於關於該廟的由來，有一說是相傳該廟媽祖是明代天啟年間，武裝海商集團首領顏思齊迎來的湄洲天后宮二媽金身，而後在今址一帶建廟供奉。但是此傳說並無確證。
而相良吉哉《臺南州祠廟名鑑》稱此廟為「璿宿宮」，建於清乾隆二年（1737年）。據說古時水堀頭區域（水上地區）常遭受盜匪侵襲，該地區的崎仔頭、埤斗、湖仔內、下路頭、車店、鴿溪寮、頂寮、新厝仔、老店、下寮、巷口、鹿仔陷（已廢庄）、粗溪、大堀尾、江竹仔腳、大崙、二重溝、頂過溝、十一指厝、後寮、南靖、頂樹頭、下樹頭、外溪洲、外林、店仔後、吳竹仔腳、水堀頭庄等二十八庄庄民為了保護安全、凝聚眾人團結而共同集資建廟。過程中頂過溝信士劉有功捐獻廟地，之後廟宇在清乾隆二年（1737年）興建完成。而廟宇落成後，地方士紳發現廟宇所在位置剛好在二十八庄之中心地帶，宛如天上二十八星宿在諸羅縣大地綻放萬丈光芒一般，嗣後經求媽祖聖筊後定名「璿宿上天宮」。之後當地治安逐漸好轉，水堀頭也漸成小市場。
嘉慶八年（1803年）臺南士紳林朝英獻金重修，並謝匾「莫不尊親」。咸豐四年（1854年）舉人林榮源與嘉義城職員許安邦發起鳩金重建，並謝匾「惠我無疆」。
日治時期昭和十年（1935年），當地信眾賴再來、賴深淵、協春號（劉世貞、劉世岳、劉世周）、黃定、何聯哲等發起二十八庄協同捐金重修。
二次大戰後，該廟受嘉南大地震影響，建築傾斜，遂由立法委員黃宗焜協同該廟主任委員劉水樹聘請二十八庄之代表，於民國52年（1963年）成立重建委員會，之後重建工程於民國58年（1969年）竣工。後來在民國60年（1971年）時，該廟增建了左側廟室。民國72年（1983年），該廟訂立〈嘉義縣水上鄉璿宿上天宮組織章程〉，正式成立璿宿上天宮管理委員會。

## 祀神
該廟除供奉媽祖外，還有陪祀千里眼、順風耳，另外還奉祀釋迦佛祖、觀音菩薩、三官大帝、三界公、文昌帝君、五穀聖帝、中壇元帥、註生娘娘、福德正神、城隍爺、五府千歲吳三王、太陽神、雷母、虎爺等神明。

## 宗教活動
該廟主要的祭典有「祈平安、年底謝冬」、「元宵夜遶境」、「媽祖聖誕（農歷三月廿三）」、「太子爺公千秋（農曆九月初九）」。原本是由信眾輪替，每年產生四組頭家、爐主，各自共同負責四項慶典活動。民國87年（1998年）起，改成每年只有一組頭家、爐主來負責四項慶典活動。